# Live på Ritz
Live på Ritz är ett livealbum med Noice, utgivet 1982. Albumet spelades in på rockklubben Ritz i Stockholm 20 december 1981. De flesta låtarna kommer från albumet Det ljuva livet, som hade utgivits en månad före konserten. Albumet är utgivet på LP, kassett och CD.

## Låtförteckning
Sida A
1. "1987" – 2:42
2. "Videoliv" – 3:08
3. "Jag vill inte va' (som alla andra)" – 2:10
4. "Rosa ljus" – 2:27
5. "Ut i natten" – 2:10
6. "Du lever bara en gång" – 3:01

Sida B
1. "Dolce vita (Det ljuva livet)" – 2:55
2. "Metropol" – 2:50
3. "Vi rymmer bara du och jag" – 2:48
4. "Romans för timmen" – 3:33
5. "I natt é hela stan vår" – 2:15
6. "Tusen och en natt" – 2:50

## Musiker
- Hasse Carlsson – sång, gitarr
- Peo Thyrén – basgitarr
- Freddie Hansson – klaviatur
- Fredrik von Gerber – trummor